# Muslim Mujahideen
Muslim Mujahideen fou un grup guerriller islàmic de Caixmir format el 1993 com escissió de Hizb-ul-Mujahideen el 1993.
El 1995 es va aliar al govern indi, i va participar en les eleccions de 1996 a Jammu i Caixmir sota el seu braç polític el Front Popular Patriòtic de Jammu i Caixmir
Les seves forces foren desmobilitzades el 1987 i 1988.
El seu líder fou Ghulam Nabi Mir, que fou assassinat el 2001.